# James Daly (acteur)
Pour les articles homonymes, voir James Daly et Daly.
James Daly est un acteur américain né le 23 octobre 1918 à Wisconsin Rapids, dans le Wisconsin (États-Unis), et mort le 3 juillet 1978 à Nyack (New York) à la suite d'un infarctus du myocarde.

## Filmographie
- 1950 : The Sleeping City : Intern
- 1954 : Lady in the Dark (téléfilm) : Charley Johnson
- 1955 : Condamné au silence (The Court-Martial of Billy Mitchell) : Lt. Col. Herbert White
- 1957 : Mon père, cet étranger (The Young Stranger) : Tom Ditmar
- 1960 : La Quatrième Dimension (The Twilight Zone) (Série TV), Saison 1, épisode Arrêt à Willoughby : M. Williams
- 1960 : Destiny, West! (téléfilm) : Kit Carson
- 1960 : L'Homme des fusées secrètes (Wernher von Braun) : Maj. William Taggert
- 1961 : Give Us Barabbas (téléfilm) : Barabbas
- 1964 : The Presidency: A Splendid Misery (téléfilm)
- 1964 : The Tenderfoot (téléfilm)
- 1966 : Un ennemi du peuple (téléfilm) : Dr Thomas Stockmann
- 1967 : Le Virginien (TV) saison 05 épisode 24 : Cauchemar à fort Killman (Nightmare at fort Killman) ; Joe
- 1967 : Les Envahisseurs (The Invaders) (Série télévisée)
  - Saison 1, épisode 1 Première Preuve (Beacchead) : Alan Landers
  - Saison 2, épisode 21 La Recherche de la paix (The Peacemakers) : Général Sam Concannon
- 1968 : Roses rouges pour le Führer (Rose rosse per il fuehrer) : Major Mike Liston
- 1968 : The Treasure of San Bosco Reef : Uncle Max
- 1968 : La Planète des singes (Planet of the Apes) : Dr Honorious
- 1968 : Le Virginien (TV) saison 07 épisode 02 (Silver image) : Dan Sheppard
- 1969 : Une si belle garce (The Big Bounce) : Ray Ritchie
- 1969 : Star Trek (série télévisée)
  - Saison 3, épisode 19 Requiem pour Mathusalem (Requiem for Methuselah) : Flint
- 1969 : U.M.C. (téléfilm) : Dr Paul Lochner
- 1969-1976 : Médecins d'aujourd'hui (Medical Center) (série télévisée) : Dr Paul Lochner (unknown episodes)
- 1969 : Cinq Hommes armés (Un Esercito di cinque uomini) : Capt. Augustus
- 1970 : L'Homme de fer (Ironside) : Judge McIntire (épisode: People Against Judge McIntire)
- 1971 : The Resurrection of Zachary Wheeler : Dr Redding
- 1972 : Wild in the Sky (en) : The President
- 1977 : The Storyteller (téléfilm) : Arthur Huston
- 1979 : Racines 2 (Roots: The Next Generations) (feuilleton télévisé) : RSM Boyce
- année 1966-1967 dans l'épisode 4 de la saison 2 La banque (The bank) dans mission impossible : directeur de la banque dans Berlin-est